# Дюн на Ходоровски
Дюн на Ходоровски (на английски: Jodorowsky's Dune) е френски документален филм, който е режисиран от Франк Павич. В него се проследява неуспешният опит на режисьора Алехандро Ходоровски да адаптира и да заснеме научнофантастичния роман на Франк Хърбърт, Дюн, написан през 1965 година. Това се случва през 70-те.
През 1973 г. филмовият продуцент Артър П. Якобс се сдобива с правата да филмира Дюн, но умира преди работата да започне. Две години по-късно, правата минават в ръцете на режисьора Алехандро Ходоровски, който търси контакт с Върджин Рекърдс; с прогресив рок групите Танджърин Дрийм, Гонг и Майк Олдфийлд, преди да се спре на Пинк Флойд и Магма, за музиката; с художниците Х.Р.Гигър, Крис Фос и Жан Жиро за декорите и за особеностите на героите; Дан О'Банън за специалните ефекти; и Салвадор Дали, Орсън Уелс, Глория Суансън, Дейвид Карадайн, Мик Джагър, Аманда Лиър и др. за играенето на роли.